# Indice Pilaf
L'Indice Pilaf, anche noto come Indice Palaw o Indice Plov, è un indicatore economico informale ideato per tracciare l'inflazione in Turkmenistan, Uzbekistan e Kirghizistan, ideato come una replica dell'Indice Big Mac più adatta alle abitudini alimentari dei paesi dell'Asia Centrale

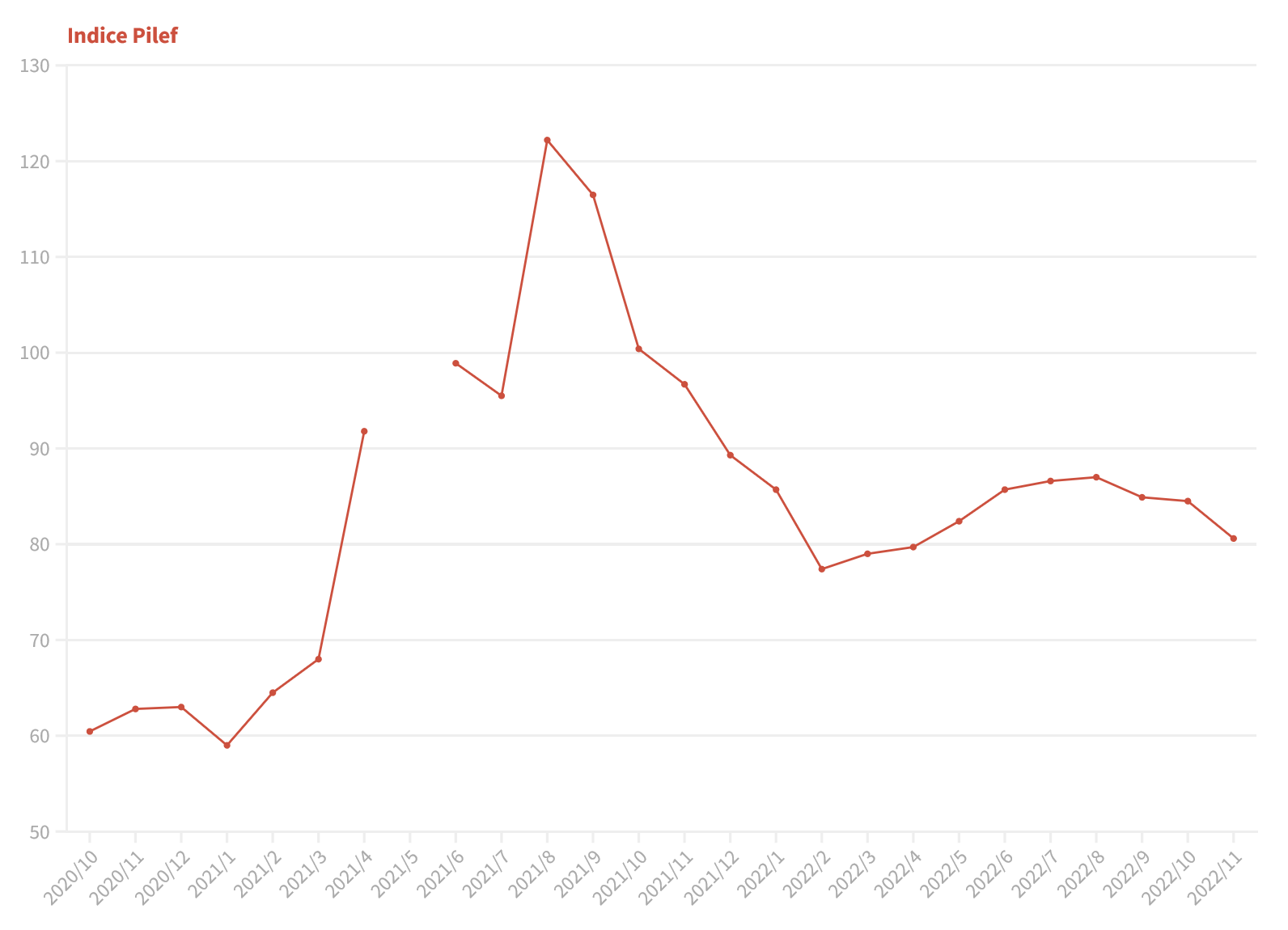
Andamento nel tempo dell'Indice Pilaf

Il dato è calcolato mensilmente sui prezzi degli ingredienti dell'omonimo piatto, molto diffuso in Turkmenistan, ovvero manzo, riso, olio, carote e cipolle, con l'aggiunta di farina e di gas o elettricità.
| Indice Pilaf | Valore in Manat Turkmeni |
| ------------ | ------------------------ |
| 2020/10      | 60,45                    |
| 2020/11      | 62,8                     |
| 2020/12      | 63                       |
| 2021/1       | 59                       |
| 2021/2       | 64,5                     |
| 2021/3       | 68                       |
| 2021/4       | 91,8                     |
| 2021/5       | N/A                      |
| 2021/6       | 98,9                     |
| 2021/7       | 95,5                     |
| 2021/8       | 122,2                    |
| 2021/9       | 116,48                   |
| 2021/10      | 100,4                    |
| 2021/11      | 96,7                     |
| 2021/12      | 89,3                     |
| 2022/1       | 85,7                     |
| 2022/2       | 77,4                     |
| 2022/3       | 79,0                     |
| 2022/4       | 78,7                     |
| 2022/5       | 82,4                     |
| 2022/6       | 85,7                     |
| 2022/7       | 86,6                     |
| 2022/8       | 87                       |
| 2022/9       | 84,9                     |
| 2022/10      | 84,5                     |
| 2022/11      | 80,6                     |